# Pristina
Pristina (Albanees: Prishtinë of Prishtina; Servisch: Приштина, Priština) is de hoofdstad van Kosovo. De stad zelf telt 198.214 inwoners (2011), vooral bestaande uit etnische Albanezen, voorts etnische Serviërs en een Roma-minderheid. De stad heeft een eigen universiteit en internationale luchthaven.

## Geschiedenis
De stad Pristina groeide in de middeleeuwen op de ruïnes van de door keizer Justinianus I van Byzantium herbouwde stad Ulpiana, een 15-tal kilometers bezuiden de huidige ligging van de stad. Omdat Pristina op het kruispunt lag van verschillende Balkan-handelswegen, profiteerde het van de handel en kon het ook als een mijnstad uitgroeien. De Albanese bevolking van Kosovo beschouwt zich als nazaat van de lokale Illyriërs, die er al woonden voor de komst van de Slavische volkeren.
Later maakte koning Milutin van Pristina zijn hoofdstad, hetgeen ook gold voor andere Servische heersers van de Nemanjić- en Branković-dynastieën. Na de Slag om Kosovo in 1389 viel de stad in handen van de Ottomanen. De rest van Servië volgde in 1459. 
In 1912 behoorde de stad, samen met geheel Kosovo toe aan de jonge Albanese staat. Het jaar erop echter, werd de staat gedwongen Kosovo weer aan Servië af te staan. Op het einde van het vierde decennium van de 20e eeuw begon het Turkse karakter van de stad te vervagen - voornamelijk door migraties naar de nieuwe Turkse staat, die etnische Turken buiten Turkije aantrok om regio's te bevolken waar veel Grieken en Armeniërs woonden.
In 1946 kreeg de stad haar status als officiële hoofdplaats van de Servische provincie Kosovo i Metohija, vaak afgekort als Kosmet. Later werd de provincie de facto uit de republiek Servië losgemaakt en verkreeg ze door de Joegoslavische grondwet van 1974 een nagenoeg gelijke status als de zes republieken van Joegoslavië. Formeel werd het gebied autonoom binnen Servië. Tot de afschaffing van de Kosovaarse grondwettelijke autonomie in 1989 beschikte Kosovo over een eigen parlement, regering en gerechtelijke organisatie. Na de Tweede Wereldoorlog groeide de bevolking enorm, vooral het aandeel Albanezen. In 2004 maakte de Albanese bevolking meer dan 98% van Pristina uit.

## Stadsbeeld

### Oude stad
De oude, nog deels Ottomaanse, stad van Pristina concentreert zich rond de Rruga Ibrahim Lutfiu en de Rruga Nazim Gafurri. In het oude stadsgedeelte staan de Çarshi-, Jashar Pasha-, Mbretit- en Pirinazmoskee. Het nationale Museum van Kosovo bevindt zich tussen de Çarshi- en de Jashar Pasha-moskee. Enkele straten noordelijker ligt het Emin Gjiku-complex, tegenwoordig het Etnologisch Museum, dat eveneens wordt beheerd door het Museum van Kosovo. De momenteel in restauratie verkerende Grote Hamam ligt tegenover de Mbretitmoskee, de grootste moskee van de stad. Aan de andere kant van dit gebedshuis staat de Klokkentoren (Sahat Kulla).

### Centrum
De nationale assemblee, het regeringsgebouw en het stadhuis van Pristina staan in elkaars dichte nabijheid net ten westen van de oude stad, aan de overkant van de drukke Rruga Agim Ramadani. Even bezuiden daarvan bevindt zich de deels autovrije centrale Bulevardi Nënë Tereza, waar zich naast een groot aantal terrasjes het Nationaal Theater, het iconische Grand Hotel en standbeelden van Skanderbeg, Moeder Teresa en mede-UÇK-stichter Zahir Pajaziti bevinden. 
Nog zuidelijker wordt een blok ingenomen door het groenrijke complex van de Universiteit van Pristina, met onder meer het opvallende gebouw van de Nationale Bibliotheek van Kosovo. Langs de Rruga Luan Haradinaj, ten westen van de Bulevardi Nënë Tereza, liggen het Stadiumi i Qytetit (de thuishaven van voetbalclub KF Pristina), het gele Newborn-onafhankelijkheidsmonument en het Jeugd- en Sportpaleis.

### Buiten het stadscentrum
Drie kilometer ten oosten van het stadscentrum ligt het Gërmiapark, de groene long van de stad. De luchthaven bevindt zich 20 kilometer westelijk van het centrum.

## Demografie
Bevolkingsontwikkeling: 
- 1486: 392 families
- 1569: 692 families
- 1669: 2060 families
- 1685: 3000 families
- 1689: 4000 families
- 1850: 12.000 inwoners (3000 families)
- 1902: 18.000 inwoners (3760 families)
- 1921: 14.338 inwoners
- 1931: 18.358 inwoners (41% Turks, 31% Servisch, 13% Albanees)
- 1948: 19.631 inwoners (4667 families)
- 1953: 24.229 inwoners (37% Albanees, 33% Servo-Montenegrijns, 20% Turks)
- 1961: 38.593 inwoners (9059 families waarvan 49% Albanees, 38% Servo-Montenegrijns, 1% Kroatisch)
- 1971: 69.514 inwoners (14.813 families waarvan 59% Albanees, 28% Servo-Montenegrijns, 6% Roma)
- 1981: 108.083 inwoners (21.017 families waarvan 70% Albanees, 19% Servo-Montenegrijns, 5% Roma)
- 2003: 165.844 inwoners
- 2011: 198.214 inwoners

## Cultuur
Pristina herbergt een eigen operahuis, de Kosovaarse Opera en Filharmonie, onder leiding van dirigent Arbër Dhomi.

## Stedenbanden
- Ankara (Turkije)
- Bursa (Turkije)
- Durrës (Albanië)
- Karachi (Pakistan)
- Podgorica (Montenegro)
- Tirana (Albanië)

## Geboren
- Behgjet Pacolli (1951), president van Kosovo (2011)
- Debatik Curri (1983), Albanees voetballer
- Besart Berisha (1985), Albanees voetballer
- Emir Bajrami (1988), Zweeds voetballer
- Etrit Berisha (1989), Albanees voetballer
- Granit Maqedonci (1989), Zweeds-Kosovaars voetbalscheidsrechter
- Astrit Ajdarević (Astrit Hajdari) (1990), Albanees voetballer
- Rita Ora (1990), Kosovaars-Britse van Albanese afkomst, songwriter en actrice
- Ilir Azemi (1992), Kosovaars voetballer
- Amir Rrahmani (1994), Kosovaars voetballer

Deçan · Dragash · Drenas · Gjakovë · Ferizaj · Fushë Kosovë · Gjilan · Gračanica (Graçanicë) · Hani i Elezit · Istog · Junik · Kaçanik · Kamenicë · Klinë · Klokot (Kllokot) · Leposavić (Albanik) · Lipjan · Malishevë · Mamushë · Mitrovicë · Novobërdë · Obiliq · Parteš (Partesh) · Pejë · Podujevë · Pristina (Prishtinë, Priština) · Prizren · Rahovec · Ranilug (Ranillug) · Skënderaj · Štrpce (Shtërpcë) · Shtime · Suharekë · Viti · Vushtrri · Zubin Potok (Zubin Potok) · Zvečan (Zveçan)